# Tansvägga
Tansvägga este o arie protejată (arie specială de conservare — SAC, sit de importanță comunitară — SCI) din Suedia întinsă pe o suprafață de 92,6 ha, integral pe uscat.

## Localizare
Centrul sitului Tansvägga este situat la coordonatele 60°22′08″N 15°00′26″E / 60.3689°N 15.0072°E.

## Înființare
Situl Tansvägga a fost declarat sit de importanță comunitară în iunie 1996 pentru a proteja 1 specie de animale. Situl a fost protejat și ca arie specială de conservare în martie 2011.

## Biodiversitate
Situată în ecoregiunea boreală, aria protejată conține 5 habitate naturale: Mlaștini împădurite, Grohotișuri silicioase de la nivelul montan până la nivelul zăpezii (Androsacetalia alpinae și Galeopsietalia ladani), Mlaștini turboase de tranziție și turbării mișcătoare, Taiga vestică, Pante stâncoase silicioase cu vegetație casmofită.
La baza desemnării sitului se află o specie protejată de  mamifere: râs eurasiatic (Lynx lynx).